# Бостанджи (станція метро, M8)
40°57′06″ пн. ш. 29°05′48″ сх. д. / 40.951762016283° пн. ш. 29.09661611343° сх. д.
Бостанджи (тур. Bostancı) — кінцева метростанція на лінії М8 Стамбульського метро.  
Станція розташована під Багдадським проспектом у мікрорайоні Алтинтепе, Малтепе, Стамбул, Туреччина.
Станцію було відкрито 6 січня 2023

Конструкція: станція типу горизонтальний ліфт (глибина закладення — 25 м).
Пересадки
- Автобуси: 4, 16, 16D, 222, E-9, 2, 10B, 17, 17L, 19FB, 252;
- Маршрутки: 
  - Бостанджи: Бостанджи - Кадикьой (Д34), Бостанджи - Сьойютлючешме-Метробюс (Д38)
  - Алтбостанджи: Бостанджи - Пендік (Д37)
  - Устбостанджи: Бостанджи - Шишлі (Д35), Бостанджи - Таксім (Д36)
- Залізнична станція Бостанджи
- Поромний термінал Бостанджи

| Попередня станція | Лінія | Лінія                           | Лінія | Наступна станція           |
| ----------------- | ----- | ------------------------------- | ----- | -------------------------- |
| Кінцева           |       | M8 (Стамбульський метрополітен) |       | Емін Алі Паша до Парселлер |